# Щербаковское (озеро)
Щербако́вское (бел. Шчарбако́ўскае) — озеро в Городокском районе Витебской области Белоруссии. Относится к бассейну реки Усыса, протекающей через водоём.

## Описание
Озеро Щербаковское располагается в 2 км к западу от города Городок. Через озеро протекает река Усыса, выше по течению которой расположено озеро Ореховое.
Площадь зеркала составляет 0,17 км², длина — 0,82 км, наибольшая ширина — 0,25 км. Длина береговой линии — 2,07 км.
Котловина вытянута с северо-востока на юго-запад. Склоны высотой до 10 м, преимущественно пологие, покрытые кустарником. Южный склон крутой, поросший лесом. Западный участок береговой линии извилистый. Берега высокие, песчаные, поросшие деревьями и кустарником. Мелководье преимущественно узкое, песчаное. На глубине дно илисто-песчаное и сапропелистое. Зарастание озера незначительно.
В озере обитают окунь, плотва, лещ, щука, линь и другие виды рыб.